# Trochus maculatus
Trochus maculatus, common name the maculated top shell, là một loài ốc biển, là động vật thân mềm chân bụng sống ở biển thuộc họ Trochidae, họ ốc đụn.

## Phân bố
T. maculatus is đặc hữu của the Indo-Pacific Ocean.

## Hình ảnh

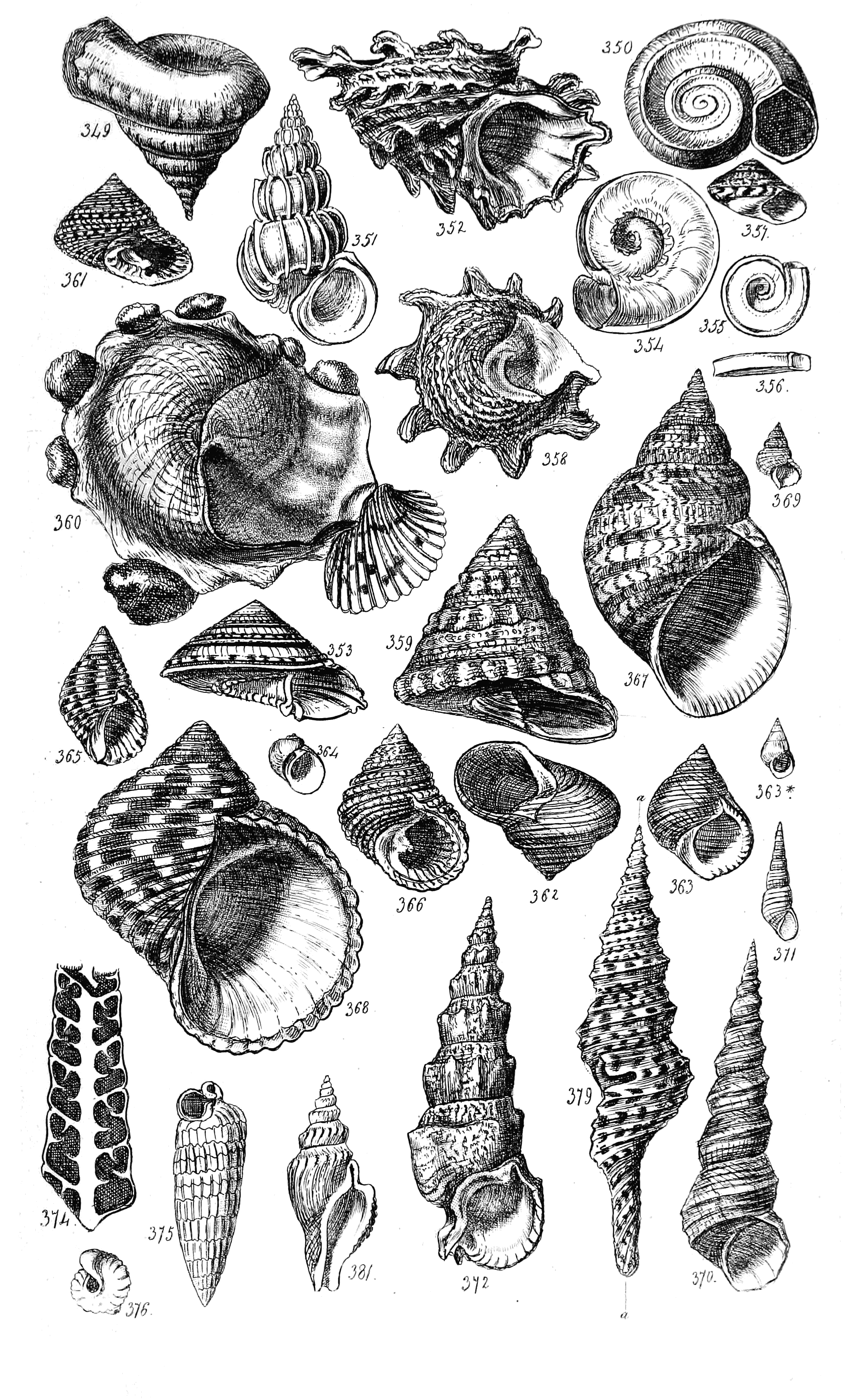